# Bayadère
Bayadère är en vävnad där man åstadkommer ränder i inslagets riktning genom att växla mellan olika bindningstekniker i en och samma uppsättning av varp och solvning.